# 庫爾姆峰
47°51′04″N 13°24′22″E / 47.850978°N 13.406122°E

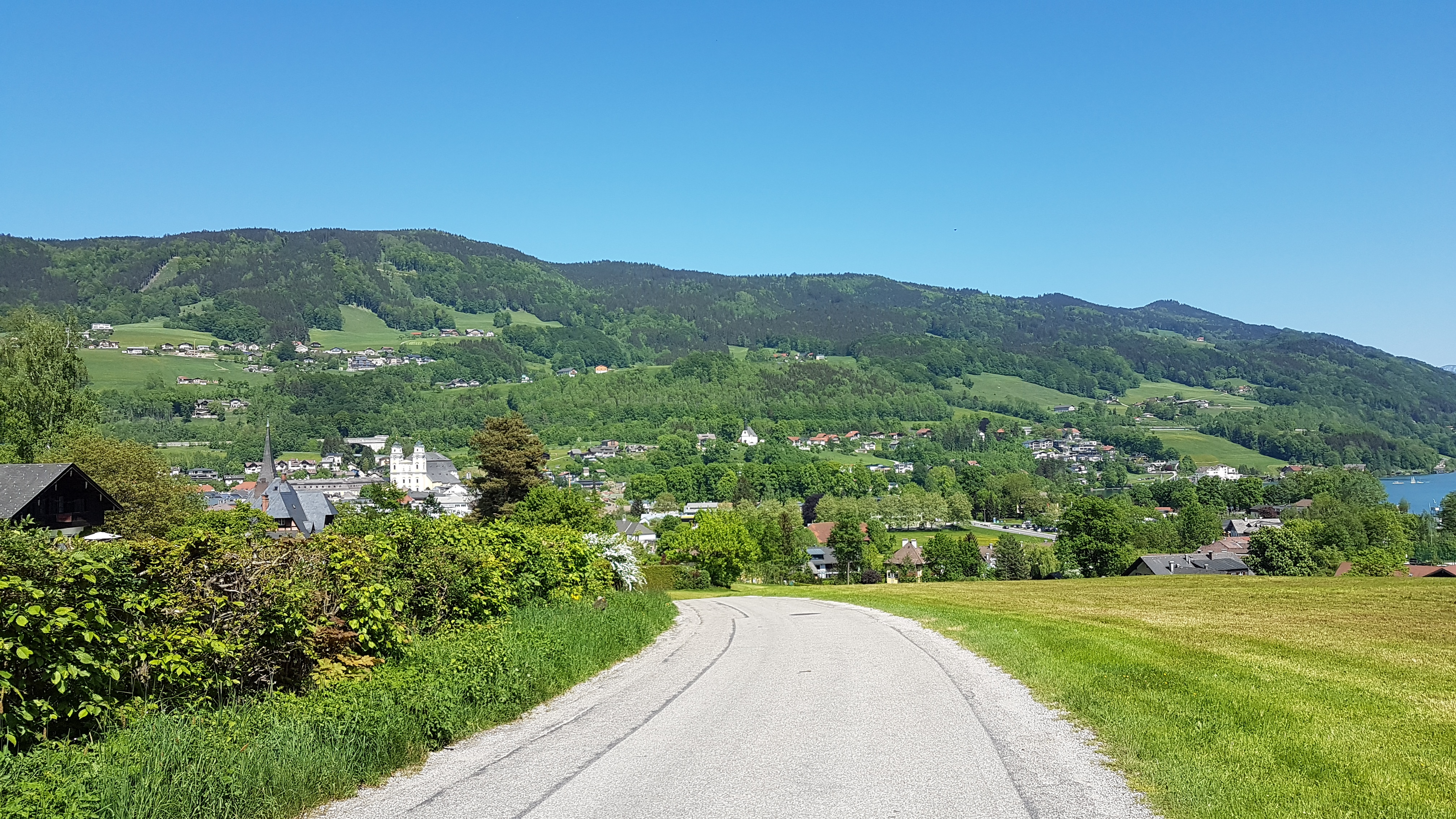

庫爾姆峰（德語：Kulmspitze），是奧地利的山峰，位於該國北部，由上奧地利州負責管轄，屬於薩爾茲卡默古特山脈的一部分，處於霍赫普萊特山3.7公里，海拔高度1,095米，每年平均降雨量1,894毫米。